# 三面ダム
三面ダム（みおもてダム）は、新潟県村上市、三面川本流に建設されたダムである。1953年に完成し、新潟県の県営ダムでは最も古いダムである。

## 概要
高さ82.5メートルの重力式コンクリートダムであり、三面川流域の洪水防止、流水の正常な機能維持ならびに発電を目的として建設した多目的ダムである。
のちの2001年には上流側に奥三面ダムが完成している。

## 周辺
三面ダムの清流とダム湖（三面ダム湖）は新潟日報の「にいがた景勝100選」に選ばれている。ダム湖に浮かぶ２つの島は二子島森林公園として整備され、オートキャンプ場やアスレチック、遊歩道などの施設があるほか、湖水ではボート遊びや釣りも楽しめる。周辺は磐梯朝日国立公園となっている。